# Integrated Food Security Phase Classification
Integrated Food Security Phase Classification (IPC) är ett klassifikationsverktyg för att analysera hungersnöd som används av bland andra WHO och UNICEF. Det består av tre skalor:
- Acute Food Insecurity (Akut osäker livsmedelsförsörjning): Skala för kortsiktig livsmedelsförsörjning. Från 1. "Minimal/Ingen" till 5. "Katastrof/Svält".
- Chronic Food Insecurity (Kroniskt osäker livsmedelsförsörjning): Skala för långsiktig livsmedelsförsörjning. Från 1. "Minimal eller ingen" till 4. "Allvarlig".
- Acute Malnutrition (Akut undernäring): Skala för undernäring hos barn. Från 1. "Acceptabelt" till 5. "Extrement kritiskt".